# Северная звезда (фильм, 1996)
«Северная звезда» (англ. North Star) — вестерн режиссёра Нильса Гаупа. Экранизация романа Уилла Хенри.

## Сюжет
Действие фильма происходит на Аляске во времена «золотой лихорадки» в конце XIX века. Шон Макленнон контролирует небольшой добывающий городок. Он скупает все участки, а трупы их прежних хозяев остаются замерзать в снегах. Шайка Макленнона творит свои чёрные дела до тех пор, пока на их пути не встречается Хадсон Саантик, метис. Пользуясь своими навыками охотника и опытом индейцев, он готов противостоять хорошо вооружённой банде Макленнона.

## В ролях
- Джеймс Каан — Шон Макленнон
- Кристофер Ламберт — Хадсон Саантик
- Кэтрин Маккормак — Сара
- Берт Янг — Рено
- Жак Франсуа — полковник Генри Джонсон
- Фрэнк Салседо — Накки